# Bulawayo
Bulawayo (severni Ndebele: Bulawayo) je drugo največje mesto v Zimbabveju in največje mesto v regiji Matabeleland v državi. Število prebivalcev mesta je sporno; popis prebivalstva iz leta 2022 ga je navedel na 665.940, medtem ko mestni svet Bulawaya trdi, da jih ima približno 1,2 milijona. Bulawayo pokriva površino 546 kvadratnih kilometrov v zahodnem delu države, ob reki Matsheumhlope. Skupaj s prestolnico Harare je Bulawayo eno od dveh mest v Zimbabveju, ki sta hkrati tudi provinci.
Osrednje poslovno okrožje Bulawaya (CBD) se razprostira na 5,4 km2 v središču mesta in je obdano s številnimi predmestji. Večina prebivalstva mesta pripada ljudstvu Ndebele, manjšine pa so tudi pripadniki ljudstva Šona in drugih skupin. V Bulawayu je več kot ducat fakultet in univerz, med katerimi so najbolj znane Nacionalna univerza za znanost in tehnologijo, Politehnična fakulteta Bulawayo, Rudarska šola Zimbabve, Učiteljska fakulteta Hillside in Združena pedagoška fakulteta. Prirodoslovni muzej Zimbabveja, prej Narodni muzej, je v Bulawayu. Mesto je blizu turističnih znamenitosti, kot sta narodni park Matobo in območje svetovne dediščine Khami.

## Zgodovina
Bulawayo je ustanovila skupina pod vodstvom Gundwane Ndiwenija okoli leta 1840 kot kraal Mzilikazija, kralja Ndebele, in je bil znan kot Gibixhegu. Njegov sin Lobengula ga je nasledil v 1860-ih, spremenil ime v koBulawayo in vladal iz Bulawaya do leta 1893, ko so naselje med prvo vojno v Matabeleju zavzeli vojaki Britanske južnoafriške družbe. Tistega leta so prispeli prvi beli naseljenci in mesto obnovili. Med drugo vojno v Matabeleju so mesto oblegali bojevniki Ndebele. Bulawayo je leta 1897 pridobil status občine, leta 1943 pa status mesta.
Zgodovinsko gledano je bil Bulawayo glavno industrijsko središče Zimbabveja; njegove tovarne proizvajajo avtomobile in avtomobilske izdelke, gradbene materiale, elektronske izdelke, tekstil, pohištvo in živila. Bulawayo je tudi središče zimbabvejskega železniškega omrežja in sedež Nacionalnih železnic Zimbabveja.

## Geografija
Bulawayo je na jugozahodu Zimbabveja. Leži sredi savanske dežele. Ima štiri letne čase, deževje se začne konec oktobra in traja približno do marca. Najhladnejša meseca sta maj in junij, julij pa je hladen in vetroven.
Mesto leži na planoti, ki označuje Zimbabvejski Highveld, in je blizu razvodja med porečjema rek Zambezi in Limpopo. Teren se rahlo spušča proti severu in severozahodu. Južna stran je bolj hribovita, teren pa postaja bolj razgibano proti hribovju Matobo na jugu.

### Podnebje
Po Köppnovi podnebni klasifikaciji ima Bulawayo vroče polsušno podnebje (BSh). Zaradi relativno visoke nadmorske višine ima mesto kljub temu, da leži v tropih, dokaj zmerne temperature. Povprečna letna temperatura je 19,16 °C, podobno kot Pretoria na podobni nadmorski višini, vendar skoraj 600 kilometrov južneje. Tako kot večji del južnega in vzhodnega Zimbabveja se tudi Bulawayo večino leta hladi zaradi prevladujočega jugovzhodnega zračnega toka in ima tri široke sezone: suho, hladno zimo od maja do avgusta; vroče suho obdobje v začetku poletja od konca avgusta do začetka novembra; in toplo, vlažno obdobje v preostalem delu poletja, od začetka novembra do aprila.
Najbolj vroč mesec je oktober, ki je običajno vrhunec sušne sezone. Povprečna najvišja temperatura se giblje od 21 °C v juliju do 30 °C v oktobru. V deževnem obdobju so dnevne temperature okoli 26 °C. Noči so vedno hladne, od 8 °C v juliju do 16 °C v januarju.
Povprečna letna količina padavin v mestu je 594 mm, kar podpira naravno vegetacijo odprtega gozda, v katerem prevladujejo drevesa Combretum in Terminalia. Večina dežja pade od decembra do februarja, medtem ko je od junija do avgusta običajno brez dežja. Ker je Bulawayo blizu puščave Kalahari, je dovzeten za sušo, količina padavin pa se iz leta v leto močno razlikuje. Leta 1978 je v treh mesecih do februarja padlo 888 mm dežja (februar 1944 je bil s 368 milimetri najbolj deževen mesec v zgodovini), medtem ko je v treh mesecih, ki so se končali februarja 1983, padlo le 84 mm.

## Gospodarstvo
Bulawayo je bil znan kot industrijsko središče Zimbabveja, zaradi česar je bil v Bulawayu organiziran mednarodni trgovinski sejem. Pred gospodarskim upadom Zimbabveja je imel Bulawayo veliko velikih podjetij, ki so imele tukaj sedež. Vendar so nekatera od teh podjetij bodisi preselila svoje poslovanje v Harare bodisi zaprla svoja vrata – kar je ohromilo gospodarstvo Bulawaya. Večina tovarn je zapuščenih, infrastruktura pa se od takrat propada. Razlog za deindustrializacijo je bil večinoma političen, saj so nekatere tovarne, kot je Goldstar Sugars, odstranile stroje, da bi odprle nove tovarne v Harareju. Ko je zimbabvejska vlada sprejela zakone o indigenizaciji, so nekatera uspešna podjetja prevzeli podporniki ZANU-PF, ki so se nekaj let pozneje zaprla.
Mnogi domačini trdijo, da je to zaradi marginalizacije, ki jo doživljajo proti vladi zaradi političnih napetosti z vlado ZANU PF v Harareju in svetom Bulawaya, ki ga vodi MDC. Na primer, Nacionalne železnice Zimbabveja (s sedežem v Bulawayu) so v lasti vlade in bi kot take morale uspevati, če ne bi bilo poneverb sredstev s strani direktorjev podjetij, za katere se domneva, da so pripadniki ljudstva Šona. Vodno vprašanje ni novo in je privedlo do pobude »pomagajte žejnim Matabelejem« v 1970-ih, osnutek pa je bil zasnovan za vodni projekt Matabeleland Zambezi, ki bi končal vodno vprašanje v Matabelelandu; vendar je bil ta projekt kmalu po osamosvojitvi zaustavljen.
Vse te obtožbe so nacionalne oblasti ovrgle. Mesto še vedno vsebuje večino zimbabvejske težke industrije in zmogljivosti predelave hrane.
Kot mnogi deli države je tudi Bulawayo v zadnjih desetih letih doživel velik upad storitev in povečanje brezposelnosti, pri čemer se mnogi, ki so lahko, odločijo poiskati boljše možnosti v tujini. Mnogi ljudje so se za preživetje zatekli k kmetijstvu, rudarstvu in črnemu trgu, medtem ko so bili drugi odvisni od malo tuje valute, ki so jim jo pošiljale družine iz drugih držav. Vendar pa vlagatelji v mestu z nastopom vlade Mnangagwe vidijo nov pristop, saj občudujejo že razpoložljivo infrastrukturo, ogromno delovno silo in Bulawayo kot potencialno poslovno središče. Mesto naj bi ponovno močno prispevalo k gospodarstvu Zimbabveja.

## Kultura
Bulawayo ima muzeje nacionalnega pomena, vključno z 
- Muzejem naravne zgodovine Zimbabveja; muzej, odprt leta 1964, vsebuje razstave, ki prikazujejo zgodovino, mineralno bogastvo in divje živali Zimbabveja, vključno z drugim največjim slonom na svetu. Je eden od petih nacionalnih muzejev v državi in edini naravoslovni muzej v Zimbabveju.
- Narodno galerijo Bulawayo; posvečena predstavitvi in ohranjanju sodobne umetnosti in vizualne dediščine Zimbabveja. Prvotno Narodno galerijo Rodezije je zasnoval in vodil Frank McEwen, britanski državljan, ki mu pripisujejo zasluge za to, da je skulptura Šona postala del središča pozornosti. Galerijo je 16. julija 1957 uradno odprla kraljica Elizabeta, kraljica mati, kraljica Elizabeta II. pa se je oktobra 1991 udeležila šeste razstave zimbabvejske dediščine.
- Železniškim muzejem Bulawayo; v muzeju je na ogled več razstav o zgodovini železniškega sistema v Zimbabveju, prej Rodeziji. Najstarejši eksponati segajo v leto 1897, med njimi je tudi osebni železniški vagon Cecila Rhodesa. Muzej je v lasti Nacionalnih železnic Zimbabveja (NRZ). Zaradi hudega pomanjkanja voznega parka so bile nekatere parne lokomotive iz muzeja v preteklosti obnovljene in ponovno uporabljene.

Bulawayo vsako leto septembra gosti tudi festival umetnosti in kulture, Intwasa Arts Festival.
V Bulawayu je več parkov in pomembnih objektov, med drugim:
- Park stoletnice (ki vključuje amfiteater, trate in veliko fontano)
- Mestna hiša (z umetniki, ki prodajajo skulpture)
- Umetniški center Mthwakazi
- Barham Green
- Hillside Dams Conservancy (nacionalni spomenik Zimbabveja)
- Mabukweni
- Obala (ki ponuja tudi dejavnosti, kot je zipline)
- Jez Umguza
- Jadralni klub Matobo (ki ponuja dejavnosti, kot sta vožnja s kanuji in lunapark)